# ФК Лакташи
Фудбалски клуб Лакташи је клуб из Лакташа, Република Српска, Босна и Херцеговина. Тренутно се такмичи у Другој лиги Републике Српске — група Запад.
Утакмице као домаћини играју на Градском стадиону у Лакташима, капацитета 3.500 мјеста.
Боје клуба су плава и бијела.
Највећи успјех био је освајање првог места у Првој лиги Републике Српске 2006/07. и пласман у Премијер лигу Босне и Херцеговине.

## Историја

### 1958-1968
Клуб је првобитно формиран 1958. године. Двојица заљубљеника у фудбал, Милош Вранчић и Бранко Бањац, су дошли на идеју да оснују фудбалски клуб па је 20. августа 1958. године одржана Оснивачка скупштина на којој је „рођен“ Лакташки Спортски Клуб (ЛСК). Иницијатор и присталица ове идеје било је и ЈСД Партизан.
Прву генерацију играча чинили су: Милош Вранчић, Бранко Јаковљевић, Јово Малешевић, Слободан Трнинић, Мирослав Вранчић, Ненад Трнинић, Небојша Поповић, Милош Сајић, Влатко Мисија и Владо Врањеш.
Прву званичну утакмицу ЛСК је одиграо 4:4 код куће против екипе Слоге из Ивањске.
Као што је неочекивано и формиран, на исти начин је деценију послије (1968. године) био и расформиран. Разлог томе била је тешка ситуација у којој се клуб нашао након што је већина омладине и играча одлазила да студира широм бивше државе.

### Препород (1974)
Сусрет два заљубљеника у фудбал, Томислава Бате Давидовића и Бранка Бањца, је био одлучујући да се крене у нову фудбалску авантуру. У прикупљању неопходне папирологије помогли су највише Младен Срдић и Муниб Ганибеговић. Ђуро Малешевић, дугогодишњи секретар клуба, написао је први Статут и Правилник. Обновитељска скупштина је била одржана 17. јуна 1974. године. На њој је одабрано Радно предсједништво којег су чинили: Мијо Самарџија, Душко Кнежевић, Србољуб Јефтић, Ђуро Малешевић и Бранко Бањац. Одлучено је да се нови клуб, умјесто ЛСК, зове Раднички фудбалски клуб Лакташи.

### Ера Душана Татића
Лакташи су кренули од најнижег ранга. Из године у годину, били су организационо све бољи, играчки јачи, освајали су титулу за титулом и крчили пут ка фудбалској афирмацији. Тај златни период Лакташа везан је за име тренера Душана Татића, који је био најзаслужнији што је клуб низао само успјехе.

### Фудбалски савез Републике Српске
Након формирања Фудбалског Савеза Републике Српске, 5. септембра 1992. године, Лакташи су били уврштени Другу лигу Републике Српске — Група Бањалука. Клуб је за то вријеме углавном освајао мјеста у средини табеле.
Године 2000. због реорганизације такмичења, Лакташи су пребачени у Трећу лигу Републике Српске.

### Златне године (2003-2008)
У зимској паузи сезоне 2002/03. предсједник клуба, Мићо Угреновић, за шефа стручног штаба ангажовао је Владу Јагодића. На крају сезоне, са новим кормиларом, играчи су изборили такмичење у Другу лигу — група Запад.
Само годину дана ФК Лакташи је боравио на друголигашком западу, јер је већ наредне сезоне (2003/04.) услиједио улазак у елиту Републике Српске.
Све до сезоне 2006/07. клуб је такмичење завршавао у средини табеле. Те сезоне Јагодић је екипу одвео до трона, до освајања Прве лиге Републике Српске и до пласмана у највиши ранг такмичења у држави — Премијер лигу Босне и Херцеговине.
Играчи из те шампионске генерације су били: Драган Стојчић, Душко Ловрић, Олег Дамјанић, Винко Мариновић, Синиша Мркобрада, Леонид Ћорић, Срђан Мићовић, Ђорђе Инђић, Божидар Баша, Никола Илић, Милутин Мучаловић, Игор Мирковић, Александар Шолак, Дејан Гачић, Жељко Тривић, Жењко Секулић, Ђорђе Топић, Срћан Баровић, Марко Тешић, Славиша Ујић, Синиша Ђурић, Милутин Секимић и Милан Ристић.

## Премијер лига Босне и Херцеговине (2007-2010)

### Сезона 2007/08.
Дуго очекивана авантура могла је започети. Инспирисани и мотивисани, у првом колу Лакташи су освојили бод против Славију у Источном Сарајеву. Већ наредно коло, код куће су са 3:1 савладали екипу НК Травник. Током зимске паузе, Влади Јагодићу је индиректно уручен отказ, због како наводе, непримјерених изјава медијима. Лакташи су овој сезони играли и 1/4 финала Купа БиХ. На крају сезоне стационирани су били у средини лигашке табеле. Најбољи играч екипе био је несумњиво нападач Драган Гошић.

### Сезона 2008/09.
У новој сезони, клуб је наставио пружати добре партије. На изненађење свих, на полусезони су заузимали треће мјесто, предвођени тада тренером Чедомиром Ђоинчевићем. Иако је у зимској паузи дошло до смјене тренера, клуб је сезону завршио на 8. мјесту. Највећа побједа била је 4:0 против Челика из Зенице код куће а највеће изненађење те сезоне била је побједа на Градском стадиону у Бањој Луци против Борца 1:0.

### Сезона 2009/10.
Прва полусезона три године била је фатална за Лакташе. На челу са Миланом Милановићем, у 15 мечева освојено је само 8 бодова. У јануару је клуб преузео Слободан Комљеновић, бивши члан националне селекције Југославије и тадашљи фудбалски менаџер. Са собом је у клуб довео и тренера из Њемачке, Томаса Гајса. Ишло се и на припреме у турску Анталију.
Непосредно пред наставак првенства, за шефа стручног штаба ангажован је Драгослав Степановић, бивша играчка и тренерска легенда ових простора.
Сезону су завршили на 15. мјесту, са бодом мање који би помогао у очувању премијерлигашког живота.

## Навијачи
Вјерне присталице клуба познате су под називом Чаробњаци. Формирани су почетком 21. вијека а назив су добили по жељи бивше играчке легенде клуба, Горана Ињца. Играли су значајну улогу у сезони 2006/07. када су Лакташи освојили првенство. Вођа навијача је Ранко Берић. Од сезоне 2009/10, навијачи се више не окупљају а разлог томе је бојкотирање клупске политике.

## Састав екипе за сезону 2021/22.
| Бр. |                     | Позиција | Играч            |
| --- | ------------------- | -------- | ---------------- |
|     | Босна и Херцеговина | Г        | Ђорђе Вуковић    |
|     | Босна и Херцеговина | Г        | Драган Тадић     |
|     | Босна и Херцеговина | Г        | Вељко Радетић    |
|     | Босна и Херцеговина | О        | Ђорђе Јовић      |
|     | Босна и Херцеговина | О        | Давор Телић      |
|     | Босна и Херцеговина | О        | Драган Шавија    |
|     | Босна и Херцеговина | О        | Борис Остојић    |
|     | Босна и Херцеговина | О        | Далибор Милић    |
|     | Босна и Херцеговина | О        | Бојан Трнинић    |
|     | Босна и Херцеговина | О        | Бранко Келеман   |
|     | Босна и Херцеговина | О        | Александар Аулић |
|     | Босна и Херцеговина | О        | Давор Перић      |
|     | Босна и Херцеговина | С        | Саша Ерцег       |

| Бр. |                     | Позиција | Играч             |
| --- | ------------------- | -------- | ----------------- |
|     | Босна и Херцеговина | С        | Владимир Петковић |
|     | Босна и Херцеговина | С        | Драган Арежина    |
|     | Босна и Херцеговина | С        | Михајло Амиџић    |
|     | Босна и Херцеговина | С        | Алекса Радетић    |
|     | Босна и Херцеговина | С        | Дејан Бањац       |
|     | Босна и Херцеговина | С        | Стефан Стојичић   |
|     | Босна и Херцеговина | С        | Стефан Милојевић  |
|     | Босна и Херцеговина | С        | Слађан Лекић      |
|     | Босна и Херцеговина | Н        | Никола Бабић      |
|     | Босна и Херцеговина | Н        | Горан Зеленика    |
|     | Босна и Херцеговина | Н        | Бојан Радић       |
|     | Босна и Херцеговина | Н        | Стефан Триван     |
|     | Србија              | Н        | Урош Стаменковић  |